# Бояниці (Нижньосілезьке воєводство)
Бояниці (пол. Bojanice, нім. Ludwigsdorf) — село в Польщі, у гміні Свідниця Свідницького повіту Нижньосілезького воєводства.
Населення — 498 осіб (2011).
У 1975-1998 роках село належало до Валбжиського воєводства.

## Демографія
Демографічна структура станом на 31 березня 2011 року:
|          | Загалом | Допрацездатний вік | Працездатний вік | Постпрацездатний вік |
| -------- | ------- | ------------------ | ---------------- | -------------------- |
| Чоловіки | 255     | 53                 | 187              | 15                   |
| Жінки    | 243     | 41                 | 152              | 50                   |
| Разом    | 498     | 94                 | 339              | 65                   |